# سارا برایتمن
سارا برایتمن (به انگلیسی: Sarah Brightman) (زاده ۱۴ اوت ۱۹۶۰) در برکهمستد، خوانندهٔ سوپرانو و متزوسوپرانو و بازیگر کراس‌اور بریتانیایی است.

## بخشی از فیلمشناسی
از که موزیکال‌هایی که وی در آن نقش داشته‌است می‌توان به آثار زیر اشاره کرد.
- «آلبرت و من» (در نقش ویکی و بی‌خانمان)، ۱۹۷۳، تئاتر پیکادلی، لندن
- «گربه‌ها» (در نقش جمیما)، ۱۹۸۱، نیو لاندن تیاتر
- «دزدان پنزانس» (در نقش کیت)، ۱۹۸۲
- «بالماسکه» (در نقش تارا تری‌تاپس)، ۱۹۸۲
- «بلبل» (در نقش بلبل)، ۱۹۸۲، جشنوارهٔ باکستن و لیریک، هامرسمیث
- «های و هوی بی‌موقع» (در نقش اِما)، ۲۸ آوریل ۱۹۸۴، پالاس تیاتر، لندن
- «چرخ‌فلک» (در نقش کری پایپریج)، ۱۹۸۷
- «رکوئیم» (در نقش خودش)، ۱۹۸۵، نیویورک و لندن
- «بیوهٔ شادکام» (در نقش والنسیِن)، ۱۹۸۵
- «شبح اپرا» (در نقش کریستین دائه)، تئاتر علیاحضرت ملکه، لندن، ۱۹۸۸
- «جوانب عشق» (در نقش رُز ویبرت)، ۱۹۹۰

## تورهای دوردنیا
- ۱۹۹۶- Time To Say Goodbye Tour
- ۱۹۹۹- One Night In Eden Tour
- ۲۰۰۰/۲۰۰۱- La Luna World Tour
- ۲۰۰۴- The Harem World Tour

### بازی‌ها
- Trelawny of the Wells (as Rose Trelawney), ۱۹۹۲
- Relative Values (as Miranda), ۱۹۹۳ Chichester Festival and Savoy Theatre
- Dangerous Obsession (as Sally Driscoll), ۱۹۹۴ Haymarket Theatre, Basingstoke
- The Innocents (as Miss Giddens), ۱۹۹۵ Haymarket Theatre, Basingstoke

## دیسک‌شناسی

### تک‌آهنگ‌ها

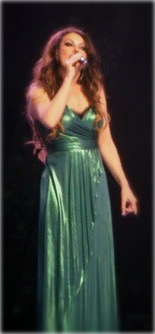

- «I Lost My Heart To A Starship Trooper» (۱۹۷۸)
- «The Adventures of a Love Crusader» (۱۹۷۹)
- «Love In A UFO» (۱۹۷۹)
- «My Boyfriend's Back» (۱۹۸۱) Song originally recorded by The Angels in ۱۹۶۳
- «Not Having That!» (۱۹۸۱)
- "Him" (۱۹۸۳)
- «Rhythm of the Rain» (۱۹۸۳) Song originally recorded by The Cascades
- «Doretta's Dream» (۱۹۸۷)Theme from Room With A View
- «Anything But Lonely» (۱۹۹۰)
- «Something To Believe In» (۱۹۹۰)
- «Amigos Para Siempre» (۱۹۹۲)
- «Captain Nemo» (۱۹۹۳)
- The Second Element (۱۹۹۳)
- «A Question Of Honour» (۱۹۹۵)
- «Heaven Is Here» (۱۹۹۵)
- «How Can Heaven Love Me» (۱۹۹۵)
- «Time To Say Goodbye (with Andrea Bocelli)» (۱۹۹۶)
- «Just Show Me How To Love You» (۱۹۹۷)
- «Tu Quieres Volver» (۱۹۹۷)
- «Who Wants To Live Forever» (۱۹۹۷)
- "Eden" (۱۹۹۸)
- «There For Me» (۱۹۹۸)
- «Deliver Me» (۱۹۹۹)
- «So Many Things» (۱۹۹۹)
- «The Last Words You Said» (۱۹۹۹)
- «Scarborough Fair» (۲۰۰۰)
- «A Whiter Shade Of Pale» (۲۰۰۱)
- Harem (۲۰۰۳)
- «It's a Beautiful Day» (۲۰۰۳)
- «What You Never Know» (۲۰۰۳)
- «The Smile - Schiller , Leben » (۲۰۰۳)
- «Snow on the Sahara» (۲۰۰۴)

### آلبوم‌ها
- The Trees They Grow So High (also known as Early One Morning, ۱۹۸۸)
- The Songs That Got Away (۱۹۸۹)
- As I Came of Age (۱۹۹۰)
- Sings the Songs of Andrew Lloyd Webber (۱۹۹۲)
- Dive (۱۹۹۳)
- Surrender (۱۹۹۵)
- Fly (۱۹۹۵)
- Timeless (also known as Time To Say Goodbye, ۱۹۹۶)
- The Andrew Lloyd Webber Collection (۱۹۹۷)
- Eden (۱۹۹۸)
- La Luna (۲۰۰۰)
- Fly II (۲۰۰۰)
- Classics (۲۰۰۱)
- The Very Best of ۱۹۹۰-۲۰۰۰ (۲۰۰۱)
- Encore (۲۰۰۲)
- Harem (۲۰۰۳)
- The Harem Tour Limited Edition (۲۰۰۴)
- The Harem Tour - Live From Las Vegas (۲۰۰۴)
- Love Changes Everything: The Andrew Lloyd Webber Collection Volume ۲ (۲۰۰۵)

## فیلم‌ها
- Song and Dance (۱۹۸۳)....as Emma
- Requiem (۱۹۸۵)....as Soprano
- The Music of Andrew Lloyd Webber (۱۹۹۵)....as Herself
- A Gala Christmas in Vienna (۱۹۹۷)....as Herself
- Sarah Brightman In Concert (۱۹۹۸)....as Herself
- One Night In Eden (۱۹۹۸)....as Herself
- Andrew Lloyd Webber: The Royal Albert Hall Celebration (۱۹۹۸)....as Herself
- Rosamunde Pilcher - Zeit der Erkenntnis (۲۰۰۰)....as Herself
- Sarah Brightman: La Luna: Live In Concert (۲۰۰۱)....as Herself
- Harem: A Desert Fantasy (۲۰۰۳)....as Herself
- Live From Las Vegas (۲۰۰۴)....as Herself